# Гінкго більоба (Одеса, вул. Пастера)
Гі́нкго більо́ба  — ботанічна пам'ятка природи місцевого значення в Україні. Об'єкт природно-заповідного фонду Одеської області. 
Розташована в місті Одеса, вул. Пастера, 13 (у дворі). 
Площа — 0,02 га. Статус отриманий у 1972 році. Перебуває у віданні Одеської національної наукової бібліотеки. 
Статус надано для збереження кількох особин реліктового виду — ґінко  дволопатевого, посаджених 1930 року. 